# Варваровка (Город-курорт Сочи)
Варваровка — село в Лазаревском районе муниципального образования город-курорт Сочи Краснодарского края России. Входит в состав Волковского сельского округа.

## География
Село находится в западной части края, в предгорной зоне Причерноморского побережья.

## История
В советское время в Варваровке располагалось первое отделение Дагомысского чайсовхоза.
Согласно Закону Краснодарского края от 1 апреля 2004 года № 679-КЗ село Варваровка вошло в состав образованного муниципального образования город-курорт Сочи.

## Население
| 2002 | 2010 |
| ---- | ---- |
| 243  | ↗281 |

Национальный состав
Согласно результатам переписи 2002 года, в национальной структуре населения армяне составляли 89 % от 243 жителей.

## Инфраструктура
Социальные объекты в населённом пункте отсутствуют. Развит туризм.
Главной (основной) дорогой в селе Варваровка является улица Липовая.

## Транспорт
Доступен автомобильный транспорт. Остановка автобусного маршрута 169 (на декабрь 2019).